# كاسيا سموتنياك
كاسيا سموتنياك هي عارضة وممثلة بولندية وإيطالية، ولدت في 13 أغسطس 1979 في بولندا.

## سيرة شخصية
ولدت كاسيا في بيلا بولندا. يعمل والدها في سلاح الجو البولندي. في سن 16 حصلت على رخصة طيار شراعي . في عام 2000 ظهرت لأول مرة بفيلم في اللحظة المناسبة و عام 2003 غنت في راديو ويست

## حياة شخصية
في عام 2004 أنجبت كاسيا ابنة اسمها صوفي من الممثل الإيطالي بيترو تاريكون والتي توفيت لاحقًا في حادث عام 2010.  في عام 2014 أنجبت ابنها ليون مع المنتج السينمائي الإيطالي دومينيكو بروكاتشي وتزوج الزوجان لاحقًا في سبتمبر 2019.  بالإضافة ان كاسيا تتقن اللغات الروسية والإنجليزية والإيطالية والبولندية. 

## أعمال

### أفلام
- (2009) هدف 3
- (2010) من باريس مع حبي[7]

## وصلات خارجية
- كاسيا سموتنياك على موقع IMDb (الإنجليزية)
- كاسيا سموتنياك على موقع ميتاكريتيك (الإنجليزية)
- كاسيا سموتنياك على موقع روتن توميتوز (الإنجليزية)
- كاسيا سموتنياك على موقع ألو سيني (الفرنسية)
- كاسيا سموتنياك على موقع أول موفي (الإنجليزية)
- كاسيا سموتنياك على موقع أول موفي (الإنجليزية)
- كاسيا سموتنياك على موقع قاعدة بيانات الأفلام السويدية (السويدية)
- كاسيا سموتنياك على موقع قاعدة بيانات الفيلم (الإنجليزية)
- كاسيا سموتنياك على موقع كينوبويسك (الروسية)
- كاسيا سموتنياك على موقع دليل عارضات الأزياء (الإنجليزية)